# 茅姓
茅姓在中国并不太常见的一个姓氏，但也是中国较为古老的姓氏之一。在《百家姓》中排第119位。

## 延伸阅读
[在维基数据编辑]
 《百家姓》
 《欽定古今圖書集成·明倫彙編·氏族典·茅姓部》，出自陈梦雷《古今圖書集成》